# دیگو آریسمندی
دیگو آریسمندی (انگلیسی: Diego Arismendi؛ زادهٔ ۲۵ ژانویهٔ ۱۹۸۸) بازیکن فوتبال اهل اروگوئه است.
از باشگاه‌هایی که در آن بازی کرده‌است می‌توان به باشگاه فوتبال ناسیونال اروگوئه، باشگاه فوتبال هادرزفیلد تاون، بارنزلی، باشگاه فوتبال برایتون و هاو آلبیون، استوک سیتی، باشگاه فوتبال ناسیونال اروگوئه، باشگاه فوتبال الشباب عربستان سعودی، تیم ملی فوتبال اروگوئه، و استوک سیتی اشاره کرد.
وی همچنین در تیم ملی فوتبال Uruguay بازی کرده‌است.